# 北都新聞
北都新聞（ほくとしんぶん）は、北海道名寄市とその周辺を対象地域とする地方新聞。旧風連町に本社を置いていたが、2006年3月、市町村合併に伴い名寄市となった。日刊発行で発行部数は公称6,450部。発行エリア・記事エリア:中川町から和寒町までの上川北部地域（北上川）。

## 新聞の体裁
- 1978年（昭和53年）4月創刊
- 新聞サイズ：ブランケット版4～8頁建て
- 全面サイズ：51.3cm×38.0cm
- 販売地域
  - 北北海道（上川北部）
  - 名寄市
  - 士別市
  - 和寒町
  - 剣淵町
  - 下川町
  - 美深町
  - 音威子府村
  - 中川町
- 広告料金：
  - 全面（1ページ）228,000円
  - 全1段 縦3.1cm×38.0cm 15,200円
- 購読料：1,500円/月

## 北都新聞社の歴史
- 1974年（昭和49年） - 前身の「風連新聞」を発行。
- 1975年（昭和50年） - 第三種郵便物認可 オフセット印刷機導入。
- 1978年（昭和53年） - 有限会社風連新聞社から株式会社北都新聞社へ、題号を「北都新聞」にし、発行エリアも上川北部全域に拡大。
- 1979年（昭和54年） - 名寄支局、士別支局を開設。
- 1981年（昭和56年） - 道内で6番目に高速オフセット輪転機を導入。印刷工場を新設。
- 1982年（昭和57年） - 美深支局を開設。
- 1988年（昭和63年） - 北都新聞社、設立10周年記念式典。
- 1993年（平成5年） - 5000号を発行。
- 1996年（平成8年） - 写植機を廃止。コンピューターによる電子組版機に移行。紙面製作をオンライン化。
- 2003年（平成15年） - 創立25周年。
- 2006年（平成18年） - 風連町と名寄市の合併により、本社所在地が「名寄市」に。
- 2007年（平成19年） - 通算1万号を発刊。最新の電子組版機を導入。（処理速度の向上、紙面整理の充実）
- 2008年（平成20年） - 創刊30周年を迎える。上川北部2市7町1村をエリアとした。
  - 1978年（昭和53年）度当時の管内総人口11万2000人台
  - 2008年（平成20年）8月DETA 管内総人口74,106人